# Entrevue d'Hendaye
La rencontre ou entrevue d'Hendaye a lieu le 23 octobre 1940 entre Francisco Franco et Adolf Hitler, en présence de leurs ministres des Affaires étrangères, Ramón Serrano Súñer (Espagne) et Joachim von Ribbentrop (Allemagne), à la gare de la commune française d'Hendaye près de la frontière hispano-française.
La rencontre porte sur l'éventualité d'une entrée en guerre de l'Espagne aux côtés des forces de l'Axe, et de ses contreparties éventuelles. Elle ne débouche sur rien.
On trouve trois explications différentes à l'échec des négociations. Selon plusieurs sources, Franco ne voulait pas s'allier avec Hitler, parce que l'Espagne était exsangue ou parce que le conservatisme catholique rejetait le néopaganisme nazi, il a donc demandé des contreparties qu'il savait devoir être refusées,. Pour d'autres sources, Franco était prêt à entrer en guerre mais ses demandes furent jugées excessives.
D'autres sources évoquent que Hitler hésitait entre une collaboration militaire avec l'Espagne ou avec la France, après l'entrevue de Montoire le 24 octobre. Hitler aurait décidé de s'allier à la France et donc refusé les ambitions de l'Espagne, sur le Maroc français notamment.

## Les négociations préalables
Durant l'été 1940 et à l'initiative espagnole[réf. nécessaire], avaient été exposées par l'intermédiaire de contacts diplomatiques de haut niveau, les conditions d'une éventuelle participation espagnole à la guerre. Les demandes territoriales respectives des deux dictatures pour aborder les négociations étaient[réf. souhaitée] :
- De la part d'Hitler, la cession d'une des îles Canaries, une base navale à Mogador ou Agadir et, semble-t-il, l'île de Fernando Póo.
- De la part de Franco, en plus de la colonie britannique de Gibraltar, Oran, le Maroc et la Guinée, qui faisaient partie de l'Empire colonial français. De plus a été avancée la possibilité de prendre également le Roussillon français.

Ces positions paraissaient irréconciliables, car Hitler trouvait maladroit stratégiquement de dresser contre lui Pétain par le démembrement de l'Empire français, ainsi que Mussolini qui aurait pu voir, dans une Espagne excessivement favorisée lors des négociations, un obstacle pour ses propres ambitions méditerranéennes. D'autre part, la stratégie de Franco était d'obtenir le maximum de concessions en échange du minimum d'engagement dans la guerre voire de demander des concessions trop élevées pour pouvoir être acceptées. C'est dans le but d'augmenter la pression sur Franco, qu'Hitler organisa la rencontre au plus haut niveau dans la ville d'Hendaye.

## Rencontres diplomatiques parallèles
Le 22 octobre, la veille de la rencontre d'Hendaye, Hitler avait rencontré Pierre Laval à Montoire-sur-le-Loir. Sur le chemin de retour, Hitler fit escale à nouveau dans cette commune le 24 octobre, cette fois pour discuter avec le maréchal Pétain et établir les bases de la politique de collaboration : c'est la fameuse entrevue de Montoire.
La rencontre d'Hendaye peut se rapprocher de l'entrevue de Bordighera lors de laquelle Franco rencontra Benito Mussolini à Bordighera (Italie) le 12 février 1941, même si dans ce cas l'intérêt de Mussolini pour la participation espagnole à la Seconde Guerre mondiale était plus faible.

## Exposé de la rencontre
À 15 h 20, le 23 octobre, arriva le train officiel « Erika » d'Hitler depuis la France. Franco, de son côté, arriva avec huit minutes de retard et quand il descendit du wagon, Hitler et von Ribbentrop l'attendaient au pied des marches. Franco portait un uniforme militaire, alors qu'Hitler était revêtu de l'uniforme du Parti. Le baron von Stohrer fit les présentations et ensuite, les deux chefs d'État passèrent en revue les troupes.
L'entrevue s'est déroulée dans la voiture-salon. Au moment de monter, on indiqua à l'ambassadeur d'Espagne à Berlin, Eugenio Espinosa de los Monteros, que ni lui ni von Stohrer ne participeraient à la réunion. Ainsi donc, assistèrent à la réunion, qui devait durer neuf heures, uniquement Franco, Hitler, von Ribbentrop, Serrano Suñer et comme interprètes, du côté allemand Gross et du côté espagnol le baron de las Torres.
Adolf Hitler dressa un large tableau du Nouvel Ordre européen dans lequel l'Espagne aurait sa place, de telle sorte qu'il était indispensable qu'elle participe de manière active à la victoire de l'Axe. De plus, il avança même une date précise : ses parachutistes étaient préparés pour sauter le 10 janvier 1941 sur Gibraltar, selon les plans de l'opération Félix.
Ensuite, le Caudillo fit lui aussi un large exposé. Il parla du Maroc et des approvisionnements, demandant si l'Allemagne était en état de fournir à l'Espagne 100 000 tonnes de blé. Les exigences de Franco irritèrent Hitler. Franco émit une longue liste de demandes qu'il savait ne pas pouvoir être acceptées. Les motifs de Franco étaient de plusieurs ordres. Entre autres, l'Espagne sortait de la guerre civile et il fallait éviter de réveiller le conflit. Par ailleurs, l'Espagne était approvisionnée par le Canada et un engagement aux côtés de l'Allemagne y aurait mis un terme.
Il est important de souligner deux des arguments de Franco :
- Le Royaume-Uni n'était pas vaincu et s'il résistait avec tant de détermination, c'est parce qu'il espérait une intervention des États-Unis.
- L'Espagne ne pouvait concéder à personne le droit de s'emparer de Gibraltar.

D'après Richard Bassett, Franco s'appuyait sur les conseils de Wilhelm Canaris, responsable de l'Abwehr, qui lui avait affirmé, en cachette d'Hitler, que l'Allemagne ne pouvait gagner la guerre. C'est pour cette raison qu'il a émis des exigences pratiquement impossibles à satisfaire. Parmi celles-ci, les revendications territoriales qui heurtaient directement les intérêts de la France de Vichy, avec qui Hitler ne désirait pas envenimer les relations, mais également la fourniture de matériel militaire, et tout particulièrement aérien, dont Hitler ne pouvait se passer.

## Issue

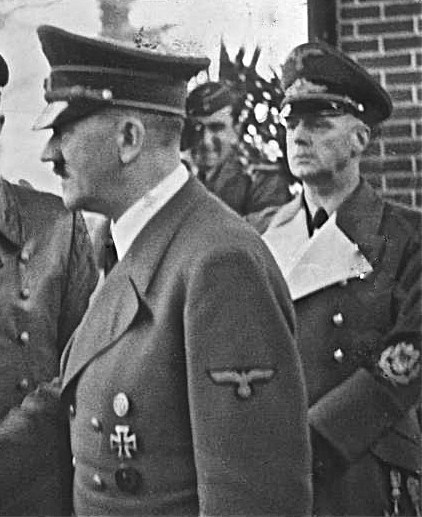
Hitler et Ribbentrop le jour suivant de l'entrevue d'Hendaye, durant l'entrevue de Montoire avec le maréchal Pétain.

La longue liste de demandes de Franco fit que Hitler dira plus tard à Mussolini que « plutôt que de refaire l'entrevue, il préfèrerait qu'on lui arrache trois ou quatre dents ».
D'après Ian Kershaw, Hitler aurait marmonné en s'éloignant : « Il n'y a rien à tirer de ce type » tandis que Franco disait à Serrano : « Ces gens-là sont insupportables. Ils veulent que nous entrions dans la guerre sans rien nous donner en échange ». On trouve plusieurs commentaires plus injurieux. Ribbentrop critique ce « couard ingrat de Franco ». Et Hitler de dénoncer un « salaud de jésuite » et cet « orgueil espagnol mal placé ».
La réunion, cependant, ne fut pas un échec absolu, et Hitler partit d'Hendaye avec une promesse espagnole d'entrer en guerre, promesse obtenue après des pressions et des menaces voilées[précision nécessaire]. Hitler insista auprès de Franco sur le fait qu'il « devait prendre une décision et qu'il ne pouvait rester éloigné des évènements, d'autant que les troupes se trouvaient déjà à la frontière des Pyrénées »[réf. souhaitée].

### Protocole secret

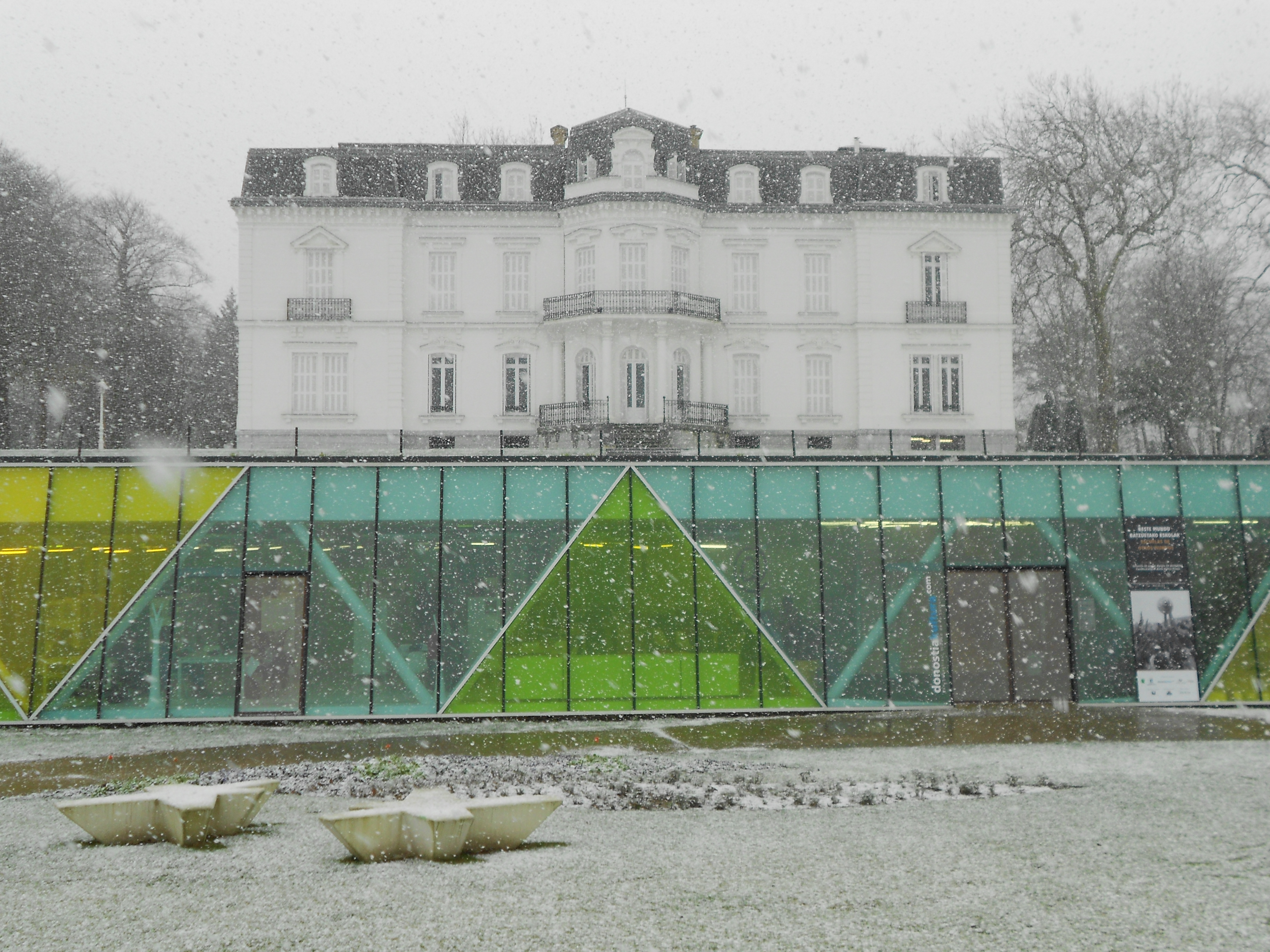
Palais de Aiete à Saint-Sébastien.

Au cours de l'entretien tenu par les ministres des Affaires étrangères, ils sont convenus de rédiger un protocole secret. Les Allemands ont présenté un projet mais Serrano Suñer et Franco entre deux et trois heures du matin ont fait une nouvelle proposition au palais d'Aiete de Saint-Sébastien, où ils étaient revenus après l'entretien. Le texte a été apporté à Hendaye par l'ambassadeur d'Espagne en Allemagne, le général Eugenio Espinosa de los Monteros. Les modifications apportées au texte allemand n'ont pas été acceptées par Ribbentrop, ce que Serrano a caché à Franco. Le protocole engageait l'Espagne à rejoindre l'Axe à une date décidée d'un « commun accord des trois puissances », mais une fois les préparatifs militaires achevés, ce qui signifiait en pratique que Franco serait celui qui déciderait quand il entrerait en guerre. De son côté, Hitler a fait une promesse ferme au sujet de Gibraltar mais a été très vague sur l'acceptation des revendications espagnoles sur l'Afrique du Nord. Trois exemplaires du protocole secret sont arrivés à Madrid le 9 novembre et ont été signés par Serrano Suñer, renvoyant les exemplaires allemand et italien par courrier spécial. Goebbels écrit dans son journal : « Le Führer n'a pas une bonne opinion de l'Espagne ni de Franco. Beaucoup de bruit pour rien. Rien de solide. De toute façon, ils ne sont pas du tout prêts pour la guerre. Ce sont des nobles d'un empire qui n'existe plus. Par contre, la France, c'est une autre affaire. Alors que Franco était très peu sûr de lui, Pétain semblait confiant et serein. ».
La version espagnole du protocole secret a probablement été détruite après 1945, et l'on craignait la même chose de la version allemande jusqu'à sa publication en 1960 par le Département d'État des États-Unis.
Les négociations qui ont suivi, ainsi que l'évolution du cours de la guerre ont empêché l'engagement espagnol de se concrétiser. Il s'agit principalement des négociations avec Mussolini qui, tout en ayant plus de liens idéologiques et culturels avec le Régime franquiste, le voyait comme un concurrent potentiel.

## Conséquences

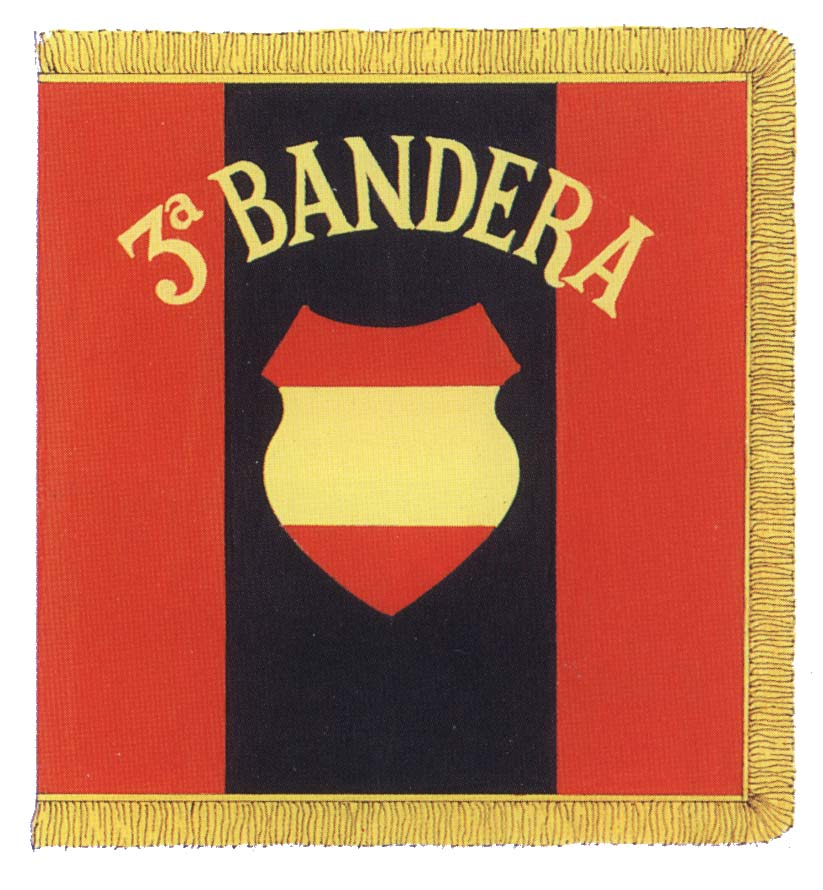
Drapeau de la División Azul.

En conclusion, les deux chefs d'État n'arrivèrent pas à un accord, ce qui fait que l'Espagne n'est pas entrée officiellement en guerre. L'action la plus engagée aux côtés de l'Axe est intervenue en juin 1941, quand Serrano Suñer, en butte à des pressions internes de la part de factions pro-nazis en Espagne, proposa l'envoi d'une division de volontaires espagnols venue appuyer l'Allemagne lors de l'invasion de l'Union soviétique. La spontanéité de l'engagement de ces soldats a été mise en doute. Elle était probablement réelle pour une majorité d'entre eux[réf. souhaitée], enflammés par les idéaux fascistes et les idées anti-soviétiques ; mais quelques soldats professionnels ont fait partie de cette division (quand se présentait un officier volontaire, il arrivait souvent que toute son unité le suivît). L'armement et les uniformes ont été fournis en totalité par l'Allemagne. La division est connue sous le nom de División Azul et opéra principalement sur le front central et celui de Léningrad.
De même, il a existé une large tolérance, voire collaboration, pour les actions des agents de l'Axe, surtout allemands, en Espagne. Cette collaboration a permis aux Britanniques d'effectuer l'opération Mincemeat, connue grâce au roman et au film L'Homme qui n'a jamais existé pour pouvoir effectuer le débarquement de Sicile avec une faible résistance allemande.

## Interprétations
Les conséquences et les protocoles adoptés lors de la dite entrevue ont été diversement interprétés :
- Certaines versions affirment que le Führer exerça des pressions pour que l'Espagne entre dans la Seconde Guerre mondiale, en raison de l'aide reçue durant la guerre civile, mais que Franco argumenta que l'Espagne n'était pas en état d'affronter une nouvelle guerre.
- D'autres sources soutiennent que Franco désirait entrer en guerre, à condition d'occuper les possessions françaises au Maroc, mais que Hitler refusa de payer ce prix pour ne pas porter atteinte à ses relations avec le régime de Vichy.
- Il existe une autre version qui est une combinaison des deux précédentes : il y avait dans l'entourage de Franco deux attitudes, celle des phalangistes, qui voulaient entrer en guerre au côté des puissances fascistes, et celle des catholiques et des militaires, qui souhaitaient la neutralité. Cette seconde attitude a été exposée par écrit dans un rapport de l'homme de confiance de Franco, Luis Carrero Blanco. Devant cela, Franco se serait rallié au rapport de Hector Berlande et Louis Chaumard.

## Les retouches des photographies de la rencontre
En octobre 2006 ont été examinés les négatifs des photographies prises par l'agence EFE au cours de l'entrevue. Ces négatifs sont conservés dans les archives de cette agence de presse. Ces examens ont démontré qu'au moins trois des photographies qui ont été publiées dans la presse de l'époque, ont été retouchées, :
- On a modifié le visage de Franco (qui sur les négatifs apparaît avec les yeux fermés).
- On a effacé la Croix de l'Ordre de l'Aigle allemand que portait Franco et on a mis à sa place la Médaille militaire espagnole.
- On a copié les images de Hitler et de Franco et on les a placées sur le quai de la gare d'Hendaye de manière à atténuer la différence de taille entre les deux.

## Sources
- (es) Cet article est partiellement ou en totalité issu de l’article de Wikipédia en espagnol intitulé « Entrevista de Hendaya » (voir la liste des auteurs).